# Porites compressa
Porites compressa е вид корал от семейство Poritidae. Видът е незастрашен от изчезване.

## Разпространение
Разпространен е в САЩ.